# Eenheid 731

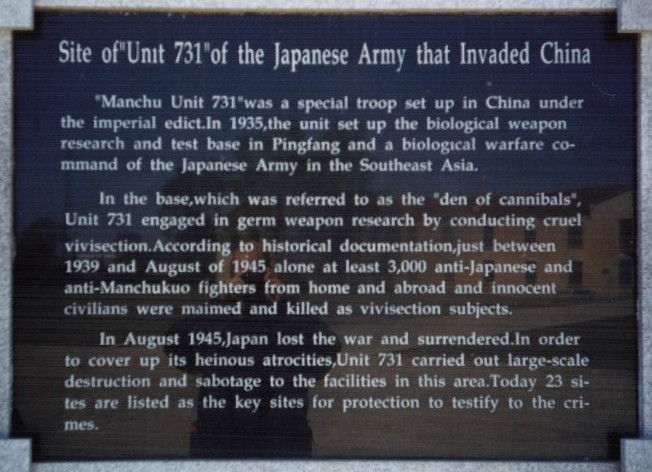
Herdenkingsplaat voor het sluiten van Eenheid 731, op het voormalige terrein van het biowapenfabriek

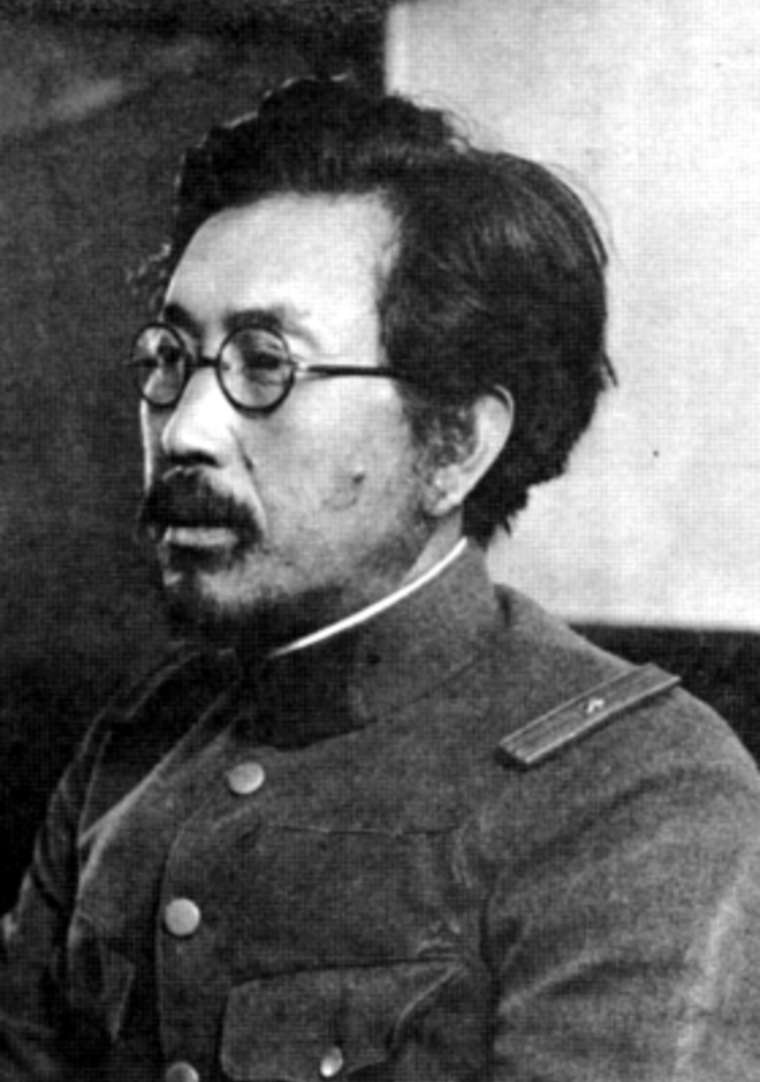
Shiro Ishii, commandant van Eenheid 731

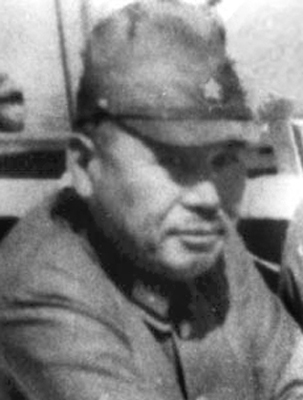
Medewerker Dr. Kitano Masaji (1944)

Eenheid 731  (Japans: 731部隊, 731 butai) was een geheime divisie van het Japans Keizerlijk Leger, die vanaf 1936 tot aan het einde van de Tweede Wereldoorlog actief was in het door Japan bezette Mantsjoerije. De divisie was vermomd als een onderdeel van het Bureau van Waterzuivering van het Kanto-leger en deed onder meer onderzoek naar biologische wapens door middel van biologische en chemische experimenten op mensen (voornamelijk Chinezen).

## Geschiedenis

### Oprichting
Eenheid 731 werd opgericht tijdens de periode na het Mantsjoerije-incident, toen Japan het hele Mantsjoerije-gebied veroverde, en de marionettenstaat Mantsjoekwo in het leven riep. Als nieuwe Japanse kolonie was het gebied erg interessant voor wetenschappelijk onderzoek. Het Kanto-leger, in 1919 opgericht om Japanse belangen en investeringen in Mantsjoerije te beschermen, had namelijk een aanzienlijke vrijheid: het moest alleen verantwoording afleggen aan de Japanse legerleiding en maakte het feitelijke bestuur van het gebied uit. Enkele jaren voor de bezetting van Mantsjoerije was de top van het Japanse leger ervan overtuigd geraakt dat biologische wapens een cruciaal wapen waren tegen het in omvang erg sterke leger van de Sovjet-Unie. Daarvan werd ook gedacht dat het in het bezit was van dergelijke wapens. Wilde Japan in een toekomstige noordelijke gebiedsuitbreiding delen van Siberië veroveren, dan moest het een eigen arsenaal aan biologische wapens bezitten. Mantsjoekwo was de aangewezen plaats voor het leger om hier onderzoek naar te doen, ook al zou dit volledig ingaan tegen het Protocol van Genève uit 1925.
De belangrijke figuur die het hele Japanse biologische wapenproject zou leiden was de militaire dokter en bacterioloog Shiro Ishii, die ook op het belang van biologische wapens had gewezen. Hij genoot de steun van prominente figuren zoals de militaire wetenschapper Koizumi Chikahiko, oorlogsminister Araki Sadao, generaal Nagata Tetsuzan, luitenant-kolonel Suzuki Yorimichi en kolonel Kajitsuka Ryuji. Hierdoor was Ishii verzekerd van de financiering van zijn project en kon in 1932 een eerste operatie van start gaan in Mantsjoekwo. In de lente van dat jaar werd een onderzoekslaboratorium in de stad Harbin gevestigd, en enkele maanden later werd ook begonnen aan een groter complex in het afgelegen dorp Beiyinhe. Hier was het mogelijk om in het geheim biologische wapens op mensen te testen. Iets later kreeg Ishii ook in Tokio faciliteiten om onderzoek te doen.
Eenheid 731 stond eerst bekend als de Togo-eenheid, vernoemd naar de bekende admiraal Heihachiro Togo. Later zou die naam nog veranderen in Ishii-eenheid, om pas in 1941 de definitieve omschrijving Eenheid 731 te krijgen. De divisie beschikte aanvankelijk over een jaarlijks budget van 200.000 yen, wat erg veel was voor die tijd, zeker voor iemand zoals Ishii, met de rang van majoor. Ieder jaar werd het budget van de divisie sterk verhoogd. Het kwam ook niets tekort op het vlak van materieel en personeel, zelfs niet tijdens de moeilijke laatste dagen van de Tweede Wereldoorlog.
In 1935 vond in Beiyinhe een gevangenisopstand plaats tijdens het Japanse Midden-herfstfestival. In een onbewaakt moment slaagde een aantal gevangenen erin te ontsnappen. Hierdoor kwam de geheimhouding van het complex in Beiyinhe in gevaar. Ongeveer een jaar later ontplofte een opslagplaats van munitie, waardoor verschillende gebouwen grote schade opliepen. Het was stilaan duidelijk geworden: de faciliteit in Beiyinhe was niet langer bruikbaar.
Ishii was echter al klaar om aan een tweede fase van het ontwikkelen van biologische wapens te beginnen. Hij vertelde zijn superieuren dat hij na verschillende jaren onderzoek tot de conclusie was gekomen dat biologische wapens effectief waren voor gebruik in een oorlogssituatie en dat ze in een toekomstig conflict een belangrijke rol te spelen hadden. Ishii pleitte voor een voortzetting van zijn project, dat nog veel omvangrijker en ambitieuzer moest worden dan voorheen.
De legerleiding van het Kanto-leger stemde in met zijn eisen, en in de herfst van 1936 begon men in Ping Fan met de bouw van wat uiteindelijk in 1939 het grootste onderzoekscentrum voor biologische wapens ter wereld zou worden. Ishii werd in augustus 1936 aangesteld als hoofd van het Bureau voor Waterzuivering van het Kanto-leger, nadat een cholerauitbraak een jaar eerder enkele duizenden Japanse soldaten had gedood. Hij gebruikte dit als een handige dekmantel voor zijn hele operatie, waardoor ook op andere locaties van het Bureau voor Waterzuivering in Mantsjoerije, en later ook in China en andere veroverde landen, biologische wapens konden worden getest. Ping Fan werd de hoofdbasis voor deze hele onderneming.

### Rol tijdens de oorlog
Bij het uitbreken van de Tweede Chinees-Japanse Oorlog in 1937, had Japan al enige vorderingen gemaakt op het vlak van onderzoek naar en productie van biologische wapens. Tijdens de oorlog met China werden verschillende aanvallen uitgevoerd met biologische wapens. Waterbronnen in onbezette gebieden werden vergiftigd, landbouw vernietigd met herbiciden en dodelijke biologische ziekteverwekkers werden verspreid in verschillende Chinese dorpen en steden met de bedoeling epidemieën te veroorzaken.
Ook in de oorlog in de Stille Oceaan tegen de Verenigde Staten probeerde Eenheid 731 biologische wapens te gebruiken. Er waren plannen om onder meer de Amerikaanse vloot aan te vallen met dodelijke pathogenen, maar deze werden verijdeld door Amerikaans ingrijpen of slechte planning en uitvoering aan Japanse kant.
Hoewel de basis in Ping Fan bij zijn voltooiing een enorme productiecapaciteit had - Sovjet wetenschappers schatten deze na de oorlog in op zo'n 8 ton bacteriën per maand - werden veel van de geproduceerde wapens uiteindelijk nooit gebruikt. Vaak bleek bij tests dat bepaalde wapens helemaal niet efficiënt waren, waardoor het ook niet veel nut had om ze in te zetten.
De verhoopte rol die biologische wapens voor het Japanse leger zouden spelen, kon met andere woorden niet gerealiseerd worden. Niettemin vielen er tienduizenden doden door toedoen van Eenheid 731's biologische wapenprogramma, en liggen er vandaag de dag nog duizenden gevaarlijke chemische en biologische wapens begraven in Mantsjoerije en China. Ook het belang na de oorlog van de gegevens die Eenheid 731 met zijn experimenten verzamelde is niet te onderschatten. Deze zouden namelijk erg belangrijk blijken voor het biologische wapenprogramma van de Verenigde Staten.

### Einde Eenheid 731
Toen de Sovjet-Unie op 8 augustus 1945 Japan de oorlog verklaarde, Mantsjoerije binnenviel en niet ver meer verwijderd was van Ping Fan, beval Ishii Shiro om het hele complex, samen met alle bewijsmaterialen, te vernietigen. Het Japanse leger ging hierbij erg nauwgezet te werk. Alle gebouwen werden opgeblazen, machines kapotgeslagen, bezwarende documenten verbrand, chemicaliën gedumpt en overgebleven gevangenen werden doodgeschoten. Alleen het gebouw in het centrum van het complex kon vanwege zijn grootte niet op tijd helemaal vernietigd worden.
Ook op andere militaire locaties werd getracht om al het bewijsmateriaal te vernietigen wanneer de Japanse inlichtingendienst het Rode Leger in de buurt van een locatie opmerkte. Dit lukte door de chaotische Japanse terugtrekking echter maar in een beperkte mate. Verschillende massagraven met menselijke en dierlijke resten werden ontdekt. Ook duizenden zieke dieren werden in de buurt van vernietigde militaire locaties opgemerkt, tot grote verbazing van Sovjet en Chinese troepen. Daarnaast werden plaatsen gevonden waar tal van chemische en biologische wapens waren begraven, wapens die tot vandaag de dag nog een reëel gevaar betekenen in China.
Verschillende kopstukken van het Kanto-leger en Eenheid 731 werden in Mantsjoerije opgepakt door de Sovjet-Unie. Andere leidinggevende figuren die al naar Japan waren teruggekeerd, werden gearresteerd door de Amerikaanse inlichtingendiensten voor ondervraging. Enkele jaren later zouden een aantal leden van het Kanto-leger tijdens de Processen van Chabarovsk van 1949 veroordeeld worden tot werkstraffen van tussen de 2 tot 25 jaar. In 1956 werden alle veroordeelden echter terug naar Japan gerepatrieerd, waardoor gespeculeerd wordt dat de Sovjet-Unie in ruil voor de testgegevens van Eenheid 731 hen vervroegd liet gaan. Ook tijdens de grootschalige onderzoeken die aan het Proces van Tokio voorafgingen, werden voormalige militairen van Eenheid 731 van misdaden beschuldigd, maar in ruil voor waardevolle testgegevens kon amnestie worden gekocht.

### Amerikaanse geheimhouding
Tijdens ondervragingen van kopstukken van Eenheid 731 in de eerste jaren na de oorlog, werd het de Amerikaanse inlichtingendiensten snel duidelijk dat er voor de Verenigde Staten erg aantrekkelijke informatie over biologische en chemische wapens bemachtigd kon worden. De Verenigde Staten waren pas eind 1942 van start gegaan met een eigen biologisch wapenprogramma, en hoewel er in enkele jaren tijd enorme vorderingen waren gemaakt, konden de waardevolle gegevens afkomstig van de experimenten van Eenheid 731 het land een strategische leiderspositie ten opzichte van de Sovjet-Unie opleveren op vlak van biologische oorlogsvoering. Jaren onderzoek en miljoenen dollars aan investeringen zouden vermeden kunnen worden door het op een akkoord te gooien met de Japanse militairen en wetenschappers van Eenheid 731. Dit gebeurde ook. Immuniteit werd verstrekt, geheimhouding verzekerd, en alle overgebleven informatie van Eenheid 731 over biologische wapens werd overgedragen aan het Amerikaanse leger. Later zou een aantal leden van Eenheid 731 een functie aannemen bij het Japanse ministerie van volksgezondheid, farmaceutische bedrijven of enkele Japanse medische scholen.
Het lukte echter niet om het verhaal van Eenheid 731 helemaal in de doofpot te stoppen. Na tientallen jaren kwam pas meer opheldering omtrent de rol van de Verenigde Staten ten aanzien van Eenheid 731. Na veel druk werd in 2000 de Japanese Imperial Government Disclosure Act goedgekeurd door het Amerikaanse Congres, waardoor de opdracht werd gegeven om de geheimste overheidsdocumenten over Japanse oorlogsmisdadigers en misdaden gepleegd door de Japanners tijdens de Tweede Sino-Japanse oorlog en Tweede Wereldoorlog vrij te geven. Vanaf 2003 zou deze taak overgenomen worden door de Nazi War Crimes and Japanese Imperial Government Records Interagency Working Group (IWG).

## Activiteiten

### Ontwikkeling van chemische en biologische wapens
Eenheid 731 experimenteerde tijdens zijn bestaan met zowat alle gevaarlijke virussen, bacteriën en epidemieën die toen bekend waren, zoals miltvuur, cholera, builenpest, salmonella, tyfus, tetanus, brucellose, botulisme, gasgangreen, malaria, pokken, meningokokkenmeningitis, tuberculose, tularemie en kwade droes. Tests werden - afhankelijk van de doeleinden - uitgevoerd op dieren, maar ook op mensen: krijgsgevangenen, gevangen verzetsmensen, politieke tegenstanders of 'verdachte' personen.
Gegevens van sommige experimenten werden gedeeld en gezamenlijk onderzocht door een aantal Japanse instituten en universiteiten, waaronder het Medische Legercollege in Tokio, de Keizerlijke Universiteit van Tokio en de Keizerlijke Universiteit van Kioto. Om geen argwaan te wekken werd er uiteraard niet letterlijk verwezen naar menselijke proefpersonen.
Experimenten op mensen waren vooral bedoeld om de doeltreffendheid als biologische wapens te bestuderen van bepaalde biologische ziekteverwekkers. In de eerste fase werd een bepaalde ziekte of een combinatie van ziekten in het lichaam geïnjecteerd. Vervolgens werd de toestand van de proefpersoon iedere dag opgevolgd door bloedafname. Wanneer deze mensen uiteindelijk te zwak werden bevonden om nog van verder nut te zijn, kregen ze een dodelijke injectie en werden vervolgens ontleed. Vivisectie kwam ook voor: bepaalde organen werden verwijderd om de gevolgen van de ziekte op de verschillende delen van het lichaam waar te nemen.
Om de resultaten niet te beïnvloeden, werden gevangenen goed gevoed, zodat hun gezondheid enigszins op peil bleef; er werd echter niet met verdovingsmiddelen gewerkt. Japanse wetenschappers gebruikten de term maruta of boomstam voor hun menselijke proefkonijnen. Het verhaal gaat dat toen de faciliteit in Pingfang gebouwd werd, de aanwezige leden van Eenheid 731 de omwoners vertelden dat het een houtzagerij was. Hierop grapte een van de andere aanwezige Japanners tegen zijn collega's "Ja, en de mensen zijn de planken."
Dit proces waarbij mensen ongevoelig worden voor de werkelijkheid om hen heen wordt ook wel derealisatie genoemd. Opvallend was dat een behoorlijk aantal van de leden van Eenheid 731 aanvankelijk niet eens wist hoe extreem de situatie was; sommigen kregen pas een avond van tevoren te horen dat 'er waarschijnlijk op mensen geëxperimenteerd zal worden.' Leden vertelden later hoe snel ze zich aanpasten aan de gruwelen om hen heen. Deze opmerkelijke gehoorzaamheid aan de onvoorstelbare bevelen wordt onder andere toegeschreven aan de indoctrinatie waar veel Japanners in die tijd aan blootstonden. Niet gehoorzamen aan bevelen van de Keizer was in die tijd ondenkbaar. De psychologie heeft door onderzoeken zoals het Milgram-experiment (Milgram, 1963) aangetoond hoe snel en onopgemerkt mensen hun grenzen kunnen verleggen.
Wat dieren betreft werd vooral met muizen en rattenvlooien gewerkt, voor grootschalig onderzoek van bepaalde ziekten, of voor de aanmaak van deze ziekten. Zo werden honderden miljoenen rattenvlooien gekweekt om pest te verspreiden. Speciaal ontworpen aluminium tanks werden ook gebruikt om in sneltempo grote hoeveelheden schadelijke stoffen aan te kunnen maken. Andere dieren zoals varkens, schapen, koeien en paarden werden geïnfecteerd om eventueel later veekuddes, alsook de lokale bevolking in China en Siberië met dodelijke epidemieën te kunnen besmetten.
Naar schatting stierven meer dan 3000 mensen door experimenten van Eenheid 731. Daarnaast stierven nog duizenden anderen in China door Japanse biologische aanvallen, maar een concreet cijfer ontbreekt hiervoor. Door de aard van het testmateriaal vielen er tijdens het bestaan van Eenheid 731, ondanks de genomen voorzorgsmaatregelen, ook enkele tientallen doden aan Japanse zijde.
Het biologische wapenarsenaal dat Eenheid 731 tijdens de loop van zijn bestaan ontwikkelde, bestond vooral uit bommen gevuld met gevaarlijke bacteriën of virussen. Uji-bommen verspreidden bij ontploffing dodelijk antrax; de krachtigere Ha-bommen bevatten ook antrax, maar werkten zoals een clusterbom en splitsten op in talloze bomscherven. Daarnaast werden bommen gevuld met andere dodelijke pathogenen, herbiciden om landbouw te vernietigen of rattenvlooien die dragers waren van de builenpest. Een aantal van deze bommen werden zelfs gemaakt uit keramiek.
Verder werden er ook technieken bedacht om epidemieën te verspreiden in gasvorm, zodat vliegtuigen hiermee een bepaalde regio zouden kunnen besproeien. Ook chemische wapens, zoals fosforgas, werden onderzocht en geproduceerd.
Tot slot werd ook een aantal sabotagetechnieken uitgedacht, zoals het vergiftigen van waterbronnen met cholera, tyfus of gif afkomstig van kogelvissen (tetrodotoxine), of het afwerpen met vliegtuigen van besmet voedsel en kleding boven niet-bezette delen van Kwomintang-China.

### Wapentests
Naast biologische wapens werd door Eenheid 731 ook geëxperimenteerd met meer conventionele wapens, vooral dan om de effecten te bestuderen van verwondingen op het slagveld en amputaties. Zo werden er van verschillende afstanden en posities onder meer granaten, bommen en vlammenwerpers getest op menselijke doelwitten. Hoewel er een aantal van deze tests werden uitgevoerd, lag de prioriteit van Eenheid 731 vooral bij de ontwikkeling van biologische wapens.

### Andere experimenten
Er vonden ook nog een aantal andere experimenten plaats, die net zoals bij de tests met meer traditionele wapens, de bedoeling hadden om oorlogsverwondingen te simuleren en de relatie tussen overlevingskansen en verwondingen te bestuderen. Met de gegevens die bij deze tests werden verkregen, werd vervolgens een praktische toepassing gezocht voor militaire doeleinden. Hieruit resulteerde bijvoorbeeld een betere behandeling voor de "frostbites" waarmee het Japanse leger geconfronteerd werd tijdens de koude winters in Mantsjoerije. Deze behandeling kon echter enkel ontwikkeld worden door ledematen van gevangenen herhaaldelijk in te vriezen en opnieuw te ontdooien.
Bij andere proefnemingen werden gevangenen geëlektrocuteerd met verschillende voltages, ondersteboven gehangen om te kijken hoelang het duurde vooraleer ze stikten, of werden er ledematen geamputeerd om het bloedverlies waar te nemen. Dierenbloed, urine, zeewater of zuurstof werd soms ook in het bloed van gevangenen geïnjecteerd om de effecten op het lichaam te bestuderen. Daarnaast werden gevangenen in drukkamers of centrifuges geplaatst om een overlevingspercentage te bepalen, anderen werden blootgesteld aan dodelijke hoeveelheden röntgenstraling, of uitgehongerd om de gevolgen van ondervoeding en uitdroging te onderzoeken.

## Structuur

### Faciliteiten

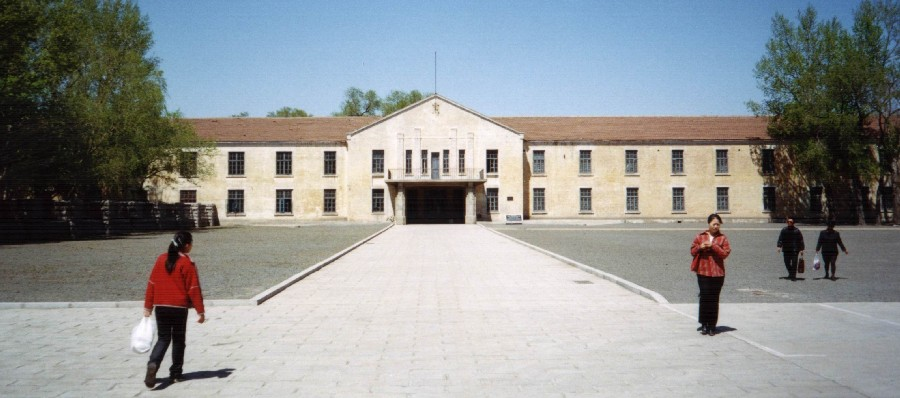
Gebouw op het voormalige terrein van het biowapenfabriek van Eenheid 731

#### Harbin
Toen Ishii Shiro in 1932 naar Mantsjoerije kwam, vestigde hij zijn eerste onderzoekslaboratorium in de industriële sector van Harbin, in het Nan Gang district. Harbin was nog maar enkele maanden daarvoor in handen van het Japanse leger gevallen, en was de belangrijkste stad in de provincie Heilongjiang. Voor onderzoek naar vaccins was de locatie geschikt bevonden, maar voor grootschalige experimenten met biologische wapens was Harbin te dichtbevolkt. Enkele maanden later zou er voor dit probleem echter een oplossing komen: Beiyinhe.

#### Beiyinhe
Het eerste grote complex in Manshūkoku stond in Beiyinhe, een klein dorp op zo'n 100 km afstand van Harbin. Deze locatie was ideaal doordat ze afgelegen lag, maar niet ver verwijderd was van de Beiyin rivier en de noordoostelijke Lafa-Harbin spoorwegverbinding. In de zomer van 1932 werd het dorp gewelddadig ontruimd, en werd door de Togo-eenheid een gebied van één Chinese li (een halve vierkante kilometer) afgebakend voor het complex.
Lokale Chinese boeren werden vervolgens verplicht om de bouwwerken uit te voeren. Ze werden verplicht om oogkleppen te dragen zodat ze zich geen duidelijk beeld konden vormen van wat ze precies aan het bouwen waren. In minder dan één jaar tijd werden ongeveer 100 gebouwen geconstrueerd in baksteen, waarvan de meeste bedoeld waren om personeel te huisvesten. Daarnaast kwam in het centrum van het kamp een groot gebouw te staan met twee vleugels. Een vleugel bestond uit een gevangenis met een capaciteit voor 1000 personen, een omvangrijk laboratorium (600 vierkante meter), een crematorium en een stortplaats voor ammunitie. De andere vleugel bevatte kantoren, opslagplaatsen, parkeerplaats voor militaire voertuigen, een barak en een kantine. Een aantal andere gebouwen was bedoeld voor experimenten met dieren.
Het hele kamp werd omringd door een muur van drie meter hoog, met bovenaan prikkeldraad, een gracht, en vier zoektorens. De omgeving rond het kamp werd verboden terrein voor omwonenden, en er waren op ieder moment van de dag patrouilles. Eind 1932 werd het Zhong Ma gevangeniskamp, zoals het door lokale inwoners werd genoemd, in gebruik genomen, nog voor het complex helemaal was afgewerkt. De activiteiten in Beiyinhe zouden pas worden stopgezet toen tijdens een van de laatste maanden van 1937 bevolen werd om het complex te verlaten en alle bewijsmaterialen te vernietigen. Het latere Eenheid 731 zou verhuizen naar Ping Fan, om zijn activiteiten op een nog grotere schaal voort te zetten.

#### Tokio
Kort na de aanvang van de plannen van Eenheid 731 in Mantsjoerije, kreeg Ishii Shiro ook in Tokio een faciliteit tot zijn beschikking. Via zijn connecties met het hoofd van het Medische Legercollege in Tokio, Koizumi Chikahiko, kon hij tegen eind 1932 beschikken over een gebouw van twee verdiepingen uit gewapend beton, dat achter de kantoren van Koizumi lag. In augustus 1933 werd nog een tweede faciliteit van 1795 vierkante meter naast het eerste gebouw opgetrokken.
Net zoals in Harbin werd in Tokio onderzoek verricht naar vaccins, daar de andere kant van de operatie strikt geheim moest worden gehouden en te veel zou opvallen in Japan. Het onderzoekscentrum in Tokio zou tot aan de Japanse overgave in 1945 in gebruik blijven, en zou frequent het bezoek krijgen van Ishii Shiro.

#### Ping Fan
Vanaf de herfst van 1936 begon Eenheid 731 aan de bouw van een nieuw complex in Ping Fan. Dit complex zou bij zijn voltooiing in 1939 het allergrootste onderzoeks- en productiecentrum voor biologische wapens in de wereld worden. Ping Fan lag 24 kilometer ten zuiden van Harbin, en was de verzamelnaam voor ongeveer 10 dorpjes. Eenheid 731 eigende zich in totaal ongeveer 6 vierkante kilometer toe voor de bouw van het complex, waardoor bijna al deze dorpjes van de kaart verdwenen. Ping Fan werd een "Speciale Militaire Zone", alleen toegankelijk met een toegangsvergunning.
De grootte van de operatie was verbluffend. Volgens blauwdrukken waren er op zijn minst 76 faciliteiten, waaronder onder meer een gigantisch administratief hoofdkwartier, tal van laboratoria, opslagplaatsen, slaapzalen, barakken, een wapenmagazijn, een gevangenis voor proefpersonen, een autopsiezaal, drie ovens om dierlijke en menselijke resten te verbranden, een elektriciteitscentrale, verschillende recreationele gebouwen en productiefaciliteiten voor de aanmaak van allerlei dodelijke pathogenen. Daarnaast werd ook nog een apart vliegveld aangelegd, evenals een spoorwegaansluiting.
Ongeveer 3000 Japanse wetenschappers waren actief op het terrein. Daarnaast waren er honderden tot duizenden onderbetaalde Chinese arbeiders die onder slechte omstandigheden moesten werken. Geschat wordt dat van de 10.000 tot 15.000 Chinese arbeiders die in Ping Fan werkten, een derde om het leven kwam door de gruwelijke behandeling door het personeel van Eenheid 731.
Het complex werd zwaar bewaakt. Een muur van zeker 5 meter hoog, met prikkeldraad onder stroom, omringde heel het terrein. Er waren vier toegangspoorten en langs iedere muur stonden verschillende wachttorens. Het geheel was net zoals Beiyinhe omgeven door een diepe gracht. Daarnaast patrouilleerden gevechtsvliegtuigen voortdurend in het luchtruim boven Ping Fan, en ook op de grond werd niemand zonder toelating geduld. Het is dan ook niet verwonderlijk dat Eenheid 731 een budget nodig had van verschillende miljoenen yen, een gigantisch bedrag voor die tijd. Merkwaardig genoeg kreeg het dit ook, zelfs in tijden waarin het voor Japan financieel moeilijk was.

### Divisies
Eenheid 731 bestond uit 8 verschillende divisies.
- Divisie 1: Onderzoek naar onder meer builenpest, tyfus, cholera, antrax en tuberculose door proefneming op mensen.
- Divisie 2: Ontwikkeling van biologische wapens en verspreidingsmethodes voor ziekteverwekkers en parasieten.
- Divisie 3: Productie van granaathulzen met dodelijke biologische substantie.
- Divisie 4: Aanmaak van andere schadelijke stoffen.
- Divisie 5: Belast met de training van nieuwe rekruten.
- Divisie 6-8: Verantwoordelijk voor uitrusting, medische verzorging en administratie.